# Campanularia longitheca
Campanularia longitheca är en nässeldjursart som beskrevs av Eberhard Stechow 1924    . Campanularia longitheca ingår i släktet Campanularia och familjen Campanulariidae. Inga underarter finns listade i Catalogue of Life.